# Gheorghe Stoiciu
Gheorghe Stoiciu (ur. 3 września 1943 w Bukareszcie) – rumuński zapaśnik walczący w obu stylach. Dwukrotny olimpijczyk. Odpadł w eliminacjach w Monachium 1972 w stylu klasycznym; a także w Meksyku 1968, w obu stylach. Walczył w kategorii 52 kg.
Srebrny medalista mistrzostw świata w 1971; czwarty w 1965 i 1966; piąty w 1970 roku.